# Piasecznik (powiat gryfiński)
Piasecznik – osada w Polsce położona w województwie zachodniopomorskim, w powiecie gryfińskim, w gminie Cedynia. Miejscowość wchodzi w skład sołectwa Piasek.
W latach 1975–1998 miejscowość administracyjnie należała do województwa szczecińskiego.